# 福利亚诺-雷迪普利亚
福利亚诺-雷迪普利亚（義大利語：Fogliano Redipuglia），是意大利弗留利-威尼斯朱利亚大区戈里齐亚省的一个市镇。总面积7.77平方公里，人口3016人，人口密度388.2人/平方公里（2009年）。ISTAT代码为031006。